# Nesoselandria morio
Nesoselandria morio är en stekelart som först beskrevs av Fabricius 1781.  Nesoselandria morio ingår i släktet Nesoselandria, och familjen bladsteklar. Arten är reproducerande i Sverige.